# WASP-60 b
WASP-60 b (также известна как Vlasina) — подтверждённая экзопланета, вращающаяся вокруг жёлто-белого карлика WASP-60. Находится примерно в 1423 св. лет (436 парсек) от Солнечной системы в созвездии Пегаса. Планета была открыта с помощью транзитного метода группой астрономов, работающих в рамках программы SuperWASP в 2011 году.
WASP-60 b относится к классу горячих юпитеров. Её орбитальный период составляет 4,3 дня. Отношения массы и радиуса планеты к массе и радиусу Юпитера составляет 50 % и 90 % соответственно.